# Carlos Alberto de Pinho Moreira Azevedo
Carlos Alberto de Pinho Moreira Azevedo (Milheirós de Poiares, 4 settembre 1953) è un vescovo cattolico portoghese, dal 3 dicembre 2022 delegato del Pontificio comitato di scienze storiche.

## Biografia
Carlos Alberto de Pinho Moreira Azevedo è nato il 4 settembre 1953 a Milheirós de Poiares, freguesia (frazione) del comune di Santa Maria da Feira, in Portogallo.

### Formazione
Dopo aver compiuto gli studi primari, ha deciso di seguire la vocazione sacerdotale e si è iscritto al seminario di Porto, frequentando contemporaneamente l'Instituto de ciência humanas e teológicas.
È stato ordinato presbitero il 10 luglio 1977, all'età di ventitré anni, nella cattedrale dell'Assunzione di Maria Vergine, da monsignor António Ferreira Gomes, vescovo di Porto.
Dal 1981 al 1993 è stato direttore spirituale del seminario di Porto. Successivamente, si è trasferito a Roma, dove ha ottenuto un dottorato in storia della Chiesa alla Pontificia Università Gregoriana, nel 1986. Ha anche studiato teologia presso gli istituti della Compagnia di Gesù e dell'Ordine carmelitano.

### Ministero sacerdotale
Rientrato in Portogallo, è diventato professore presso l'Instituto de ciência humanas e teológicas di Porto, dove era stato studente, e l'anno successivo presso la facoltà di teologia dell'Università cattolica del Portogallo, mantenendo l'incarico per ventitré anni.
Dal 1988 al 1992 è stato segretario della Commissione episcopale per il clero, i seminari e le vocazioni della diocesi di Porto, ed ha organizzato i simposi: Padres para este tempo (1993) e O estilo de vida do padre: problemas e apelos (1996). È stato inoltre delegato episcopale per il diaconato permanente. Dal 1994 al 2000 è stato parroco della parrocchia di Nostra Signora della Concezione a Porto. Nel 1996 è stato nominato canonico del capitolo della cattedrale di Porto.
All'interno della diocesi portoghese, ha svolto molti incarichi: è stato presidente del consiglio del Centro per lo studio della storia religiosa, dal 1992 al 2001, e in quest'ambito ha diretto l'opera in 7 volumi Dicionário e história religiosa de Portugal. È stato inoltre presidente dell'Assemblea dei pastori della città di Porto, dal 1997 al 1999, e presidente del Comitato scientifico per la revisione della documentazione delle apparizioni di Fátima, dal 1998 al 2008. Ha organizzato mostre sull'arte sacra (Broad Fame Portucalense cult Anthony nel 1996, Forza dell'Immacolata nel 1998 e Fonte di speranza di Cristo per il Giubileo del 2000) ed è stato commissario per l'organizzazione della mostra The Martyr: corpo spezzato sul legno della croce, nel 2005.
È stato rappresentante della Conferenza episcopale portoghese nel consiglio consultivo dell'Istituto portoghese dei musei, dal 2001 al 2003, fino alla sua nomina a presidente dell'Associazione portoghese dei musei della Chiesa, ruolo che svolge tuttora. Dal 2003 al 2005 è stato postulatore della causa di beatificazione di suor Rita Lopes de Almeida, beatificata il 28 maggio 2006.
È stato vicepresidente del circolo del Museu nacional de Soares dos Reisdal 1991 al 1993, per poi diventarne presidente nel 1996. Dal 1993 al 1996 è stato condirettore della rivista Museu ed ha diretto altre riviste accademiche (Humanística e teologia nel 1987-2000, e Lusitania sacra nel 1992-2000). Inoltre, ha promosso collane di libri (Biblioteca humanística e teológica, in 14 volumi, História religiosa, Fontes e subsídios dal 1995, Estudos de história religiosa dal 1998 e Mundo, Evangelho Igreja dal 1999), in 11 volumi. Ha anche scritto una collana di poesie intitolata Fogo das figuras, in 6 volumi, della Fondazione Manuel Leão.
Per quattro anni, dal 2000 al 2004, è stato vice rettore dell'Università cattolica del Portogallo. È membro della Academia portuguesa da história dal 1998 e presidente della Fondazione Spes dal 2007.

### Ministero episcopale
Papa Giovanni Paolo II, il 4 febbraio 2005, lo ha nominato vescovo titolare di Belali e contemporaneamente vescovo ausiliare di Lisbona. La sua consacrazione episcopale è avvenuta il 2 aprile successivo, nella chiesa della Santissima Trinità a Porto, per mano del cardinale José da Cruz Policarpo, patriarca di Lisbona, assistito da monsignor Armindo Lopes Coelho, vescovo di Porto, e da monsignor João Miranda Teixeira, vescovo ausiliare di Porto. Come suo motto episcopale, il neo vescovo ha scelto Quem me serva siga me. Egli ha ricevuto l'ordinazione lo stesso giorno della morte di papa Wojtyła, avvenuta alle 21:37, per la quale monsignor Azevedo ha espresso il suo più grande rammarico.
È stato membro della Conferenza episcopale portoghese (CEP), divenendone segretario, dal 2005 al 2008, presidente della Commissione episcopale per la pastorale e sociale, dal 2008 al 2011, e membro della Commissione episcopale per la cultura, comunicazione e beni culturali, dal 2005 al 2011.
Nel 2009 ha compiuto la visita ad limina.
Ha fatto parte della Commissione, e di cui è stato coordinatore di massima, che ha organizzato il viaggio apostolico di papa Benedetto XVI in Portogallo, tenutosi dall'11 al 14 maggio 2010. Lo stesso 11 maggio, è stato insignito dell'onorificenza della gran croce dell'Ordine dell'infante dom Henrique.
L'11 novembre 2011 la nunziatura apostolica in Portogallo ha annunciato che monsignor Azevedo è stato nominato da papa Benedetto XVI come delegato del Pontificio consiglio della cultura, organo che mira a garantire le migliori relazioni della Chiesa e della Santa Sede con la cultura del nostro tempo e nelle sue varie espressioni e sfumature.
Nel 2013 è diventato membro dell'Academia nacional das belas artes di Lisbona. Il 15 ottobre 2013 è stato nominato coordinatore nazionale per il Vaticano delle Giornate europee del patrimonio. È membro della Pontificia commissione di archeologia sacra.
Il 3 dicembre 2022 papa Francesco lo nomina delegato del Pontificio comitato di scienze storiche.
Ha scritto circa un centinaio di lavori pubblicati su libri e riviste.

## Genealogia episcopale
La genealogia episcopale è:
- Cardinale Scipione Rebiba
- Cardinale Giulio Antonio Santori
- Cardinale Girolamo Bernerio, O.P.
- Arcivescovo Galeazzo Sanvitale
- Cardinale Ludovico Ludovisi
- Cardinale Luigi Caetani
- Cardinale Ulderico Carpegna
- Cardinale Paluzzo Paluzzi Altieri degli Albertoni
- Papa Benedetto XIII
- Papa Benedetto XIV
- Cardinale Enrico Enriquez
- Arcivescovo Manuel Quintano Bonifaz
- Cardinale Buenaventura Córdoba Espinosa de la Cerda
- Cardinale Giuseppe Maria Doria Pamphilj
- Papa Pio VIII
- Papa Pio IX
- Cardinale Alessandro Franchi
- Cardinale Gaetano Aloisi Masella
- Cardinale José Sebastião d'Almeida Neto, O.F.M.Disc.
- Vescovo António José de Souza Barroso
- Vescovo Manuel Luís Coelho da Silva
- Cardinale Manuel Gonçalves Cerejeira
- Cardinale António Ribeiro
- Cardinale José da Cruz Policarpo
- Vescovo Carlos Alberto de Pinho Moreira Azevedo